# Ton van der Ham
Ton van der Ham (1976) is een Nederlandse verslaggever, onderzoeksjournalist, programmamaker en regisseur.
Van der Ham studeerde journalistiek aan de Christelijke Hogeschool Ede. Na zijn stage bij Het Parool en Elsevier Weekblad werkte hij voor de publieke omroepen NCRV en de EO aan de programma's Heilig Vuur, Twee Vandaag en Netwerk. Vanaf 2009 werkt hij voor het onderzoeksprogramma Zembla van BNNVARA. Voor de reportage over "vieze ziekenhuizen" ging hij undercoverjournalist aan het werk als schoonmaker.
In 2017 bracht hij aan het licht dat het ministerie van Defensie van een onbekend aantal (oud)-defensiemedewerkers de 'persoonsregistratie-formulieren gevaarlijke stoffen' uit hun personeelsdossiers had verwijderd.
In 2018 kreeg hij van het UMC Utrecht een gebiedsverbod opgelegd omdat hij zich niet aan de huisregels van het ziekenhuis zou hebben gehouden. Van der Ham had voor het programma Zembla de lezing van een patiënte hebben willen vastleggen die na een misser van het UMC ongeneeslijk ziek was geworden. Nadat BNNVARA en journalistenvakbond NVJ met een kort geding hadden gedreigd waarbij een beroep op de persvrijheid werd gedaan, werd het gebiedsverbod ingetrokken.
De Zembla-aflevering Glyfosaat, de goedkeuring van gif die hij maakte net Vincent Harmsen werd onderscheiden met De Loep 2024 in de categorie Controlerend. Aanleiding was een grootschalig internationaal onderzoek met ratten dat een opvallend verband aantoonde tussen kanker en glyfosaat - de werkzame stof van onkruidverdelger Roundup. Desondanks werd het gebruik ervan voor tien jaar toegestaan door de Europese en nationale pesticideautoriteiten.

## Prijzen
Met onderzoeksjournalist en eindredacteur Manon Blaas
- Beeld en Geluid Award in de categorie Informatie (2009) en De Loep (categorie TV) (2010) voor de undercoveruitzending Vieze ziekenhuizen
- De Tegel  (2010) -  reconstructie over de falende bestrijding van de Q-koortsepidemie.
- De Loep (2010) - eveneens over de reconstructie van de Q-koortsepidemie

Met Norbert Reintjens
- Award van de Stichting Veteranenziekte (2020)[9]

Met Vincent Harmsen
- De Loep 2024 over het verband kanker en glyfosfaat